# Sophie van Schönburg-Waldenburg

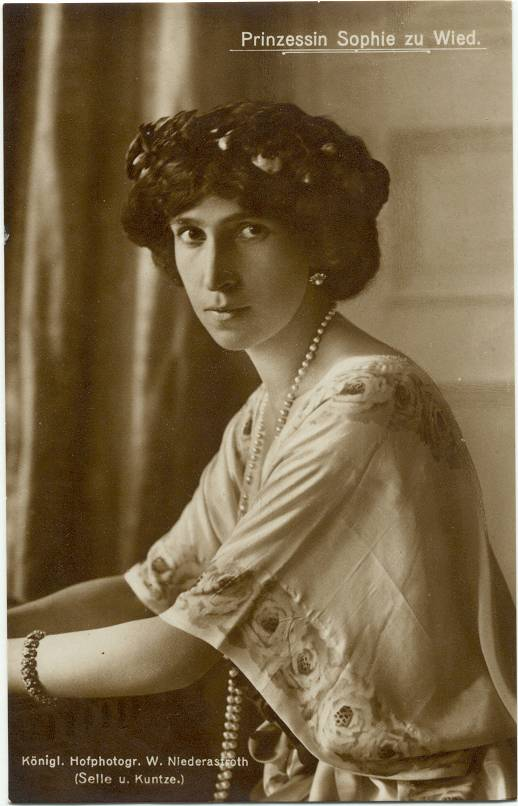
Prinses Sophie

Sophie Helene Cecilia van Schönburg-Waldenburg (Potsdam, 21 mei 1885 - Fântânele, Roemenië, 3 februari 1937) was een Duitse prinses uit het Huis Schönburg-Waldenburg. 
Zij was de dochter van erfprins Victor van Schönburg-Waldenburg en Lucia van Sayn-Wittgenstein-Berleburg. Zelf trouwde ze op 20 november 1906 met prins Wilhelm zu Wied, tweede zoon van vorst Wilhelm Adolf van Wied en prinses Marie der Nederlanden. Hij was eerst in beeld geweest als echtgenoot van de Nederlandse koningin Wilhelmina, maar deze verbintenis was gestuit op verzet van koningin Emma.
Haar man zou in 1913 worden gekozen tot vorst van Albanië. Tussen maart en september van 1914 verbleef het gezin daadwerkelijk in Albanië, maar Wilhelm slaagde er niet in om het hem - totaal - onbekende volk voor zich te winnen.
Wilhelm en Sophie kregen de volgende kinderen:
- Marie Eleonore (1909-1956)
- Karel Victor (1913-1973)